# Klompen

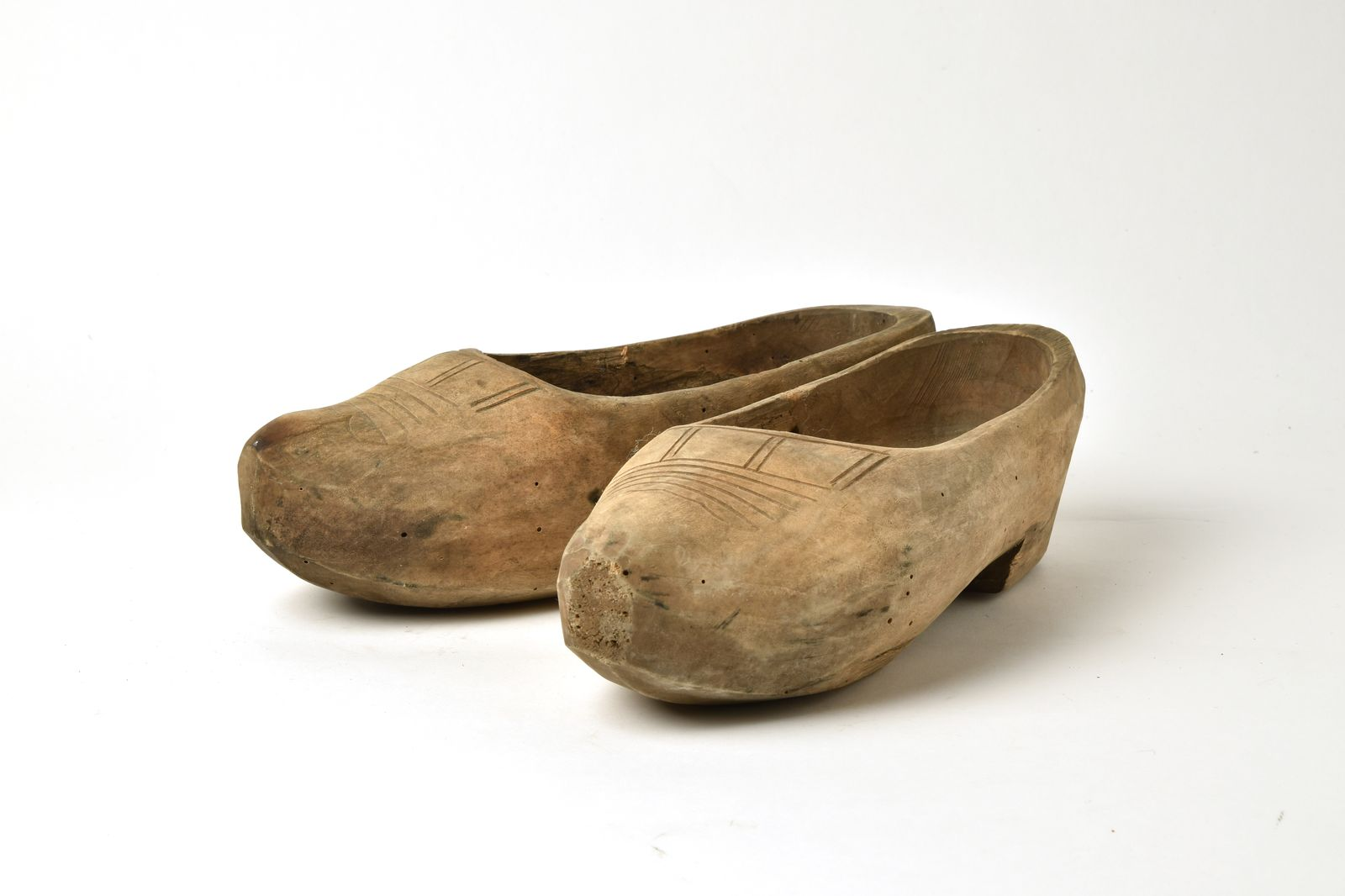
Holenderskie klompen z pierwszej połowy XX w.

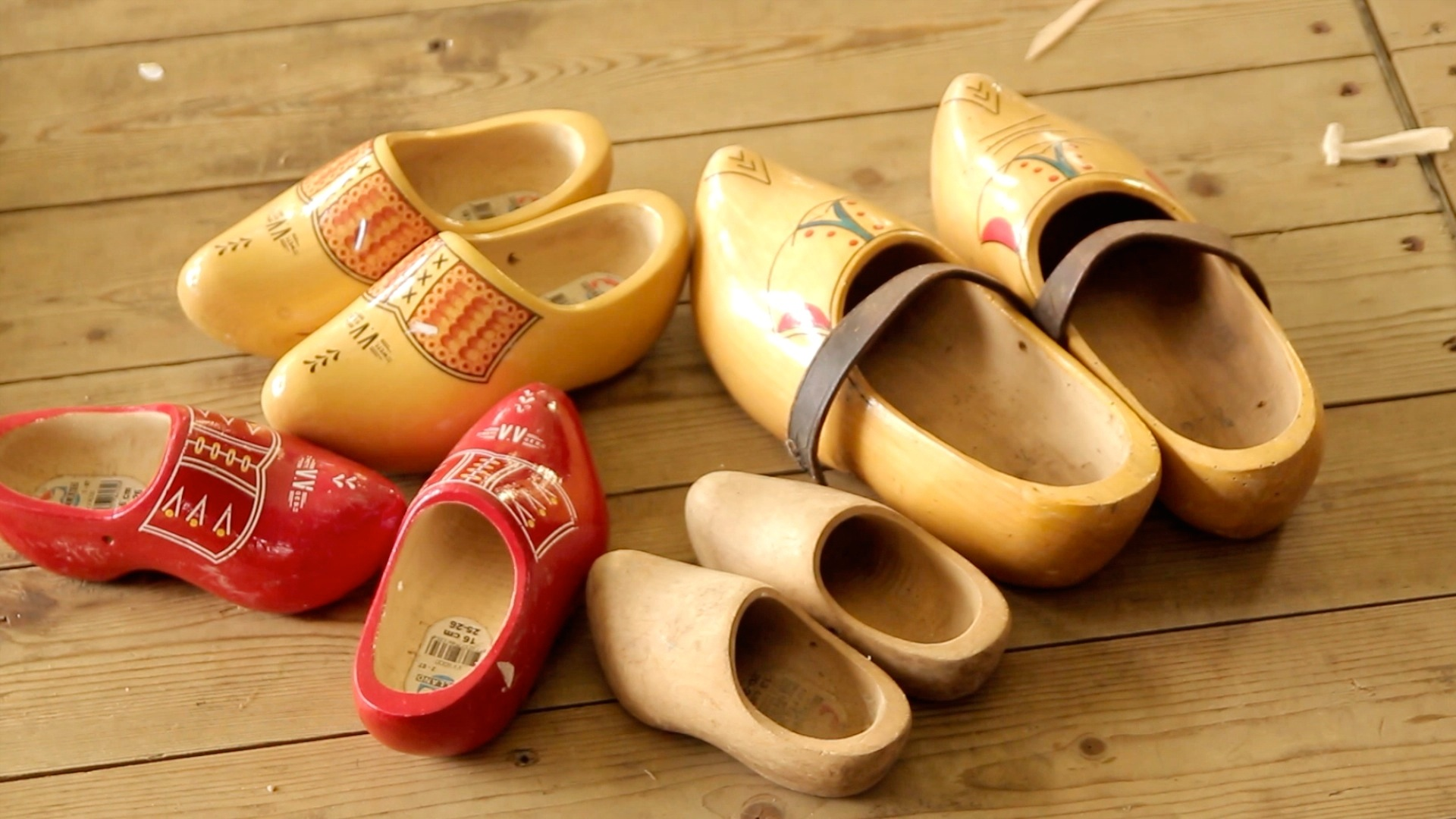
Przykłady różnych ozdobnych klompen – stanowiących jeden ze stereotypowych symboli Holandii

Klompen – tradycyjne holenderskie drewniaki, wykonane z jednego kawałka drewna topolowego lub wierzbowego. 

## Użycie
Dawniej bardzo popularne, obecnie używane są przez niektórych rybaków i rolników. Klompen są elementem tradycyjnego holenderskiego stroju ludowego. Męskie były niemalowane lub malowane na czarno, natomiast damskie były białe, żółte, czerwone, często zdobione tradycyjnymi wzorami holenderskimi, takimi jak tulipany czy wiatraki. Czasami miały namalowane dziurki i sznurowadła, aby sprawiały wrażenie skórzanych butów. Zimą używano również drewniaków z metalowymi ostrymi podkuciami, pozwalającymi poruszać się po lodzie. Dzisiaj produkcja holenderskich klompen jest przeznaczona głównie dla turystów. Produkowana jest również odmiana z miękkiego filcu i pluszu służąca jako obuwie domowe. Miniatury klompen, jako przedmioty pamiątkarskie i kolekcjonerskie, są wykonywane z drewna, metalu, tworzyw sztucznych i innych materiałów w formie bibelotów i breloków. Najbardziej znanymi i cenionymi są wykonane ze słynnej porcelany Defts Blauw

## Produkcja

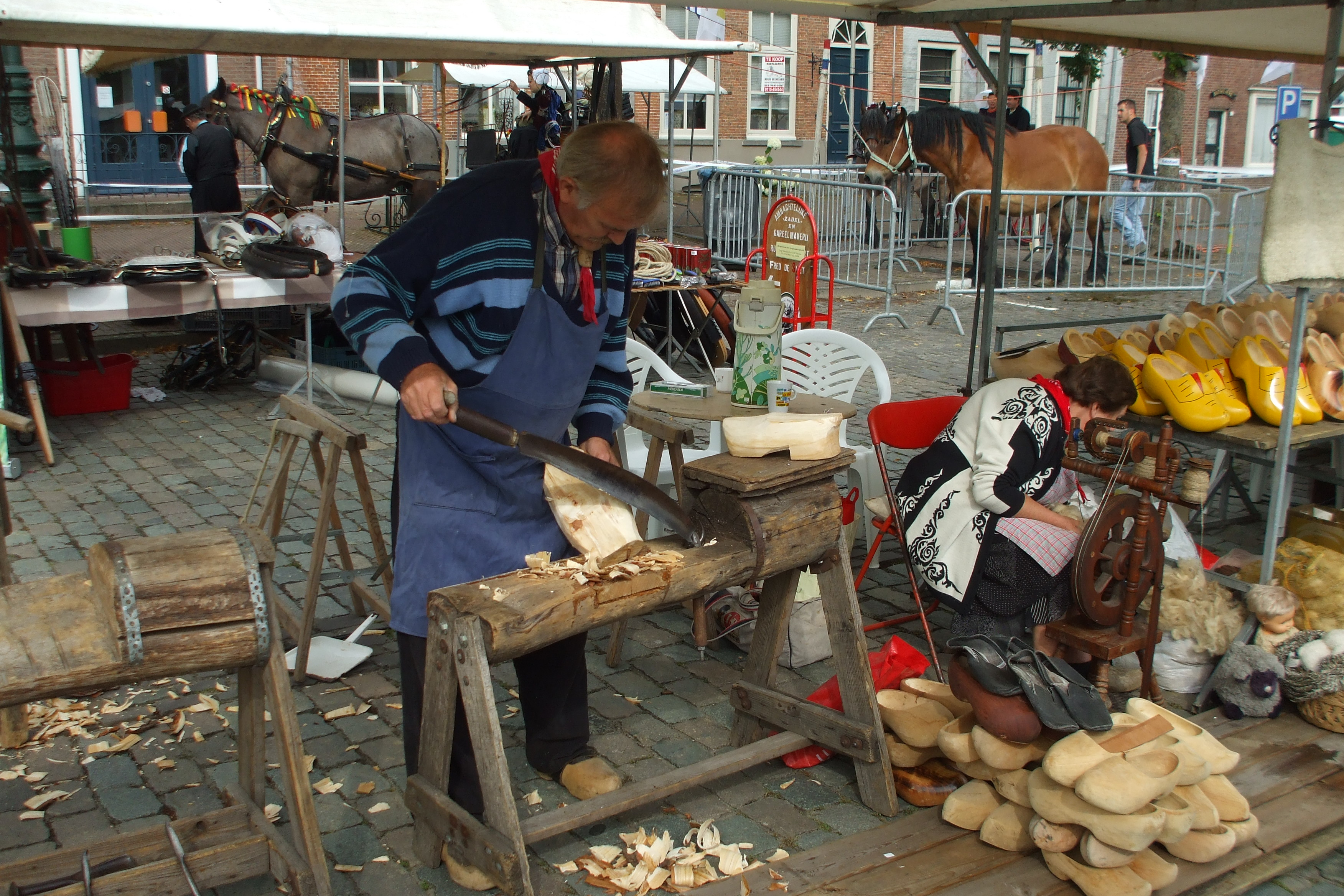
Ręczne robienie klompen

Kawałek drewna topolowego lub wierzbowego jest formowany ręcznie lub maszynowo. Najpierw jest obrabiany z zewnątrz, a potem wiercony jest wewnętrzny otwór na stopę. Po uzyskaniu odpowiedniego kształtu, szlifuje się go za pomocą piasku lub mączki ze zmielonych muszli morskich. Następnie jest malowany i rysowane są ozdobne wzory. Wykańczany jest poprzez powlekanie lakierem bezbarwnym o wysokiej wytrzymałości.
Największa fabryka klompen w Holandii i na świecie, Klompenfabriek Nijhuis BV, znajduje się w Beltrum (gmina Berkelland) w Geldrii. W szczytowym roku w Klompenfabriek Nijhuis wyprodukowano 659 000 par klompen do noszenia, w 2016 już tylko 200 000, natomiast w ostatnich latach rocznie produkowanych jest aż 2,5 miliona klompen będących artykułami pamiątkarskimi, chętnie kupowanymi przez turystów.
Od roku 1930 na corocznej wystawie producentów w Sint-Oedenrode przyznawane są dwie nagrody dla producentów najlepiej wykonanych klompen. Oceniana jest ich jakość i wzornictwo, a także walory użytkowe – rozmiary i wygoda noszenia. Producent najlepszych klompen wykonanych maszynowo otrzymuje nagrodę zwaną Zilveren Klomp, a wykonanych ręcznie – Zilveren Effer.
Każdy producent klompen może starać się o uzyskanie certyfikatu jakości w postaci oznaczenia CE. Wyłącznie klompen oznakowane jako CE nadają się do noszenia jako obuwie ochraniające stopy przez osoby zatrudnione w rolnictwie czy przy budowie dróg. Ich dodatkową zaletą jest to, że nie powodują alergii ani pocenia stóp. Klompen, ale tylko te, które mają certyfikat CE, zabezpieczają palce stóp przed upadającymi na nie obiektami do 200 dżuli (ciężar 10 kg upadający z 2 metrów wysokości), a także przed ostrymi przedmiotami i są wodoszczelne.

## Atrakcja dla turystów
Największy klomp na świecie, wykonany z jednego kawałka drewna, o wymiarach: 403 cm długości, 171 cm szerokości i 169 cm wysokości, można oglądać w miejscowości Enter. Ten holenderski drewniak w 1991 roku został wpisany do Księgi Rekordów Guinnessa.
W wielu miejscowościach Holandii znajdują się muzea, gdzie można zapoznać się z historią i procesem produkcji tego obuwia; między innymi w Best, Eelde i Zaandam.
W turystycznej miejscowości Volendam nad zatoką Markermeer kelnerki obsługujące gości w restauracjach i kawiarniach, ubrane w tradycyjne stroje ludowe, chodzą w klompen. Także miejscowi rybacy, organizujący dla turystów połów ryb zabytkowymi łodziami, na nogach mają tradycyjne drewniaki.

## Galeria

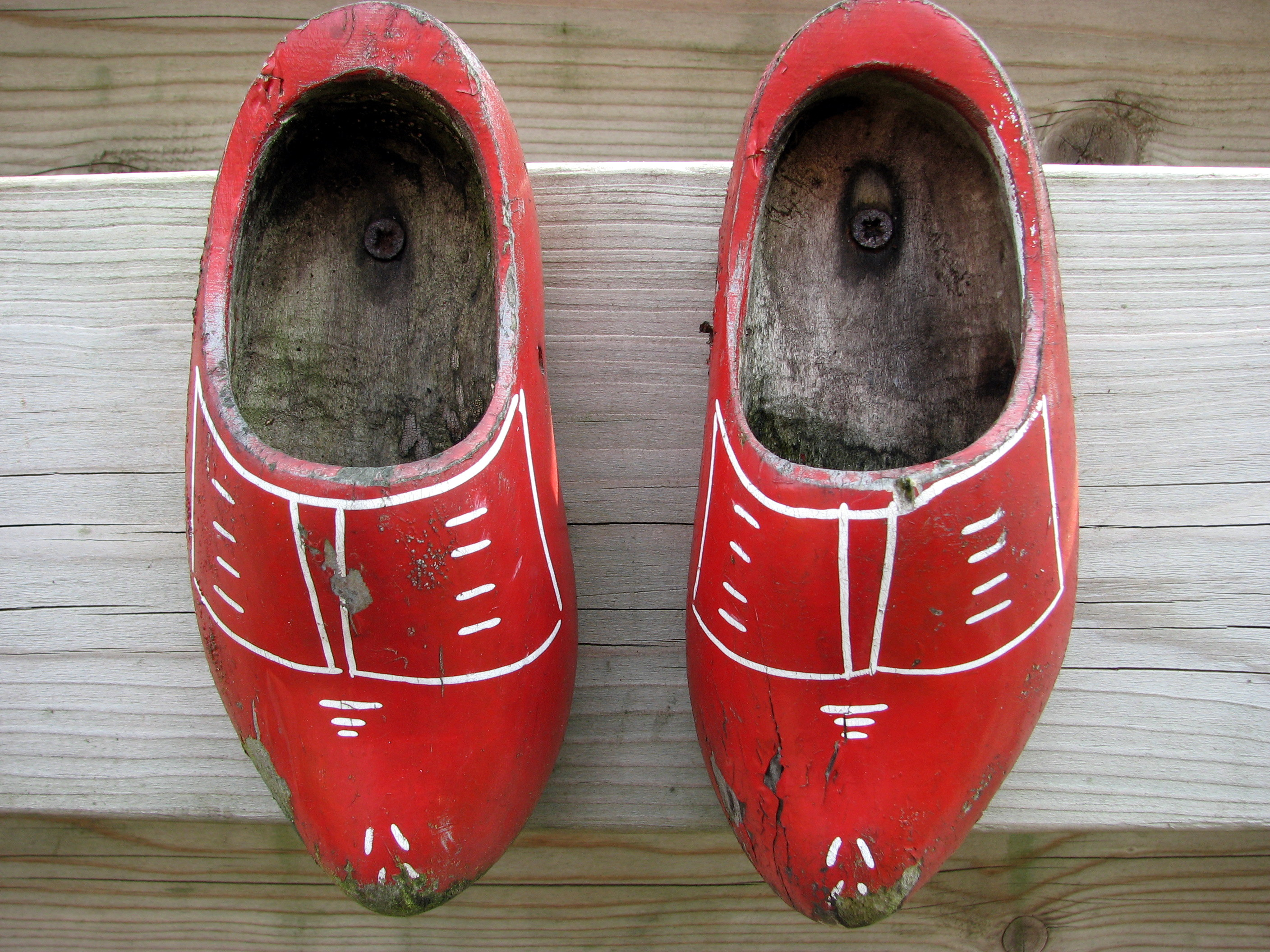
Czerwone klompen
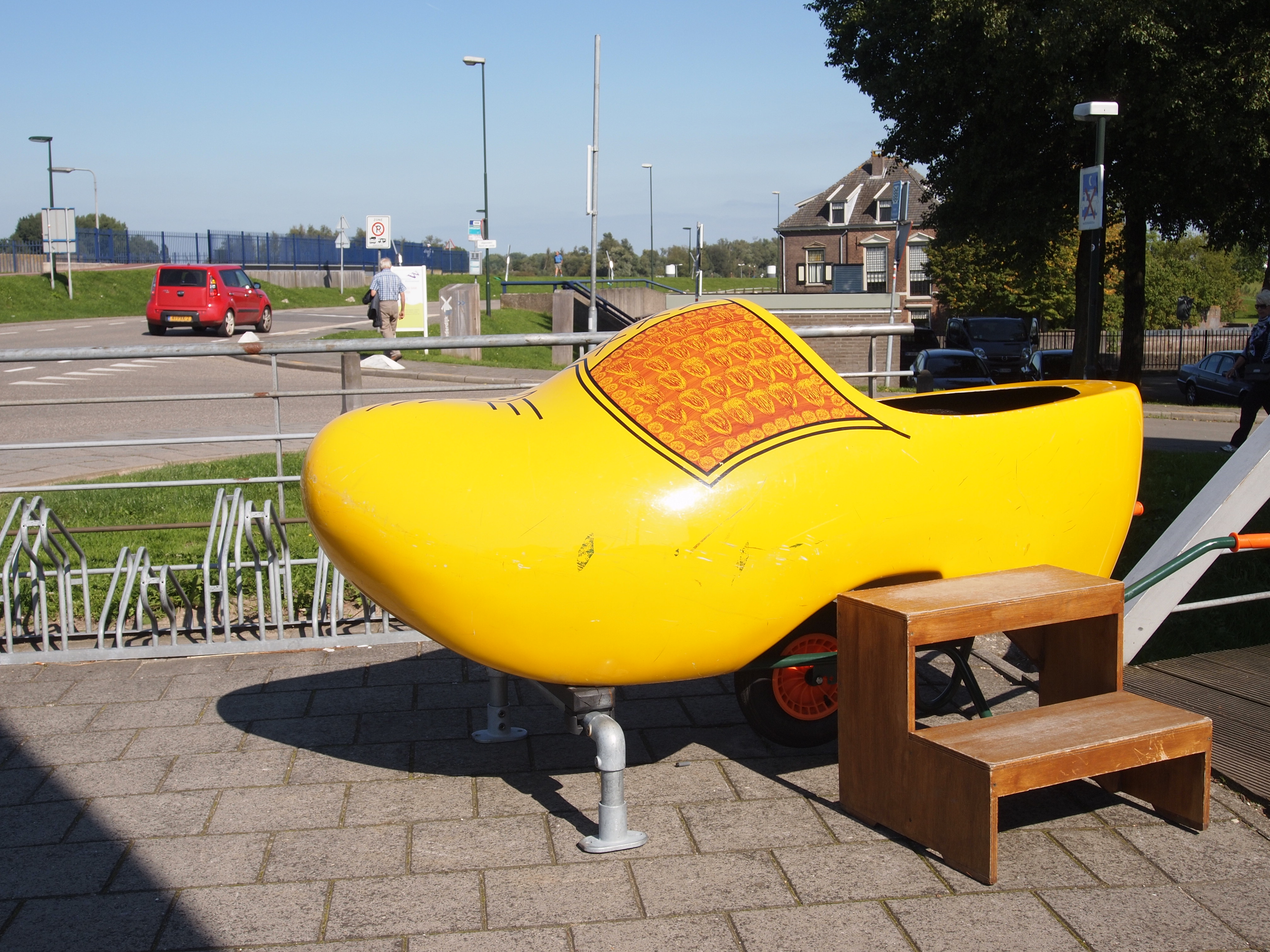
Holenderski drewniak jako turystyczna atrakcja Kinderdijk
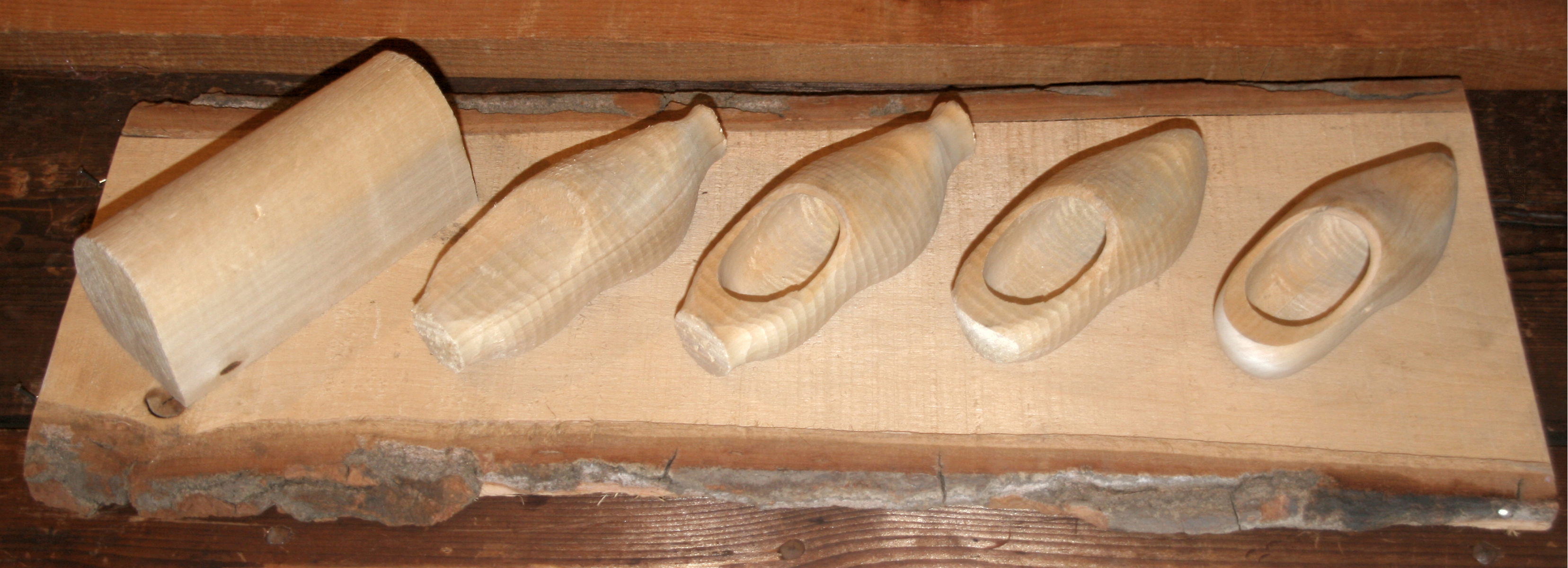
Etapy produkcji drewniaków klompen
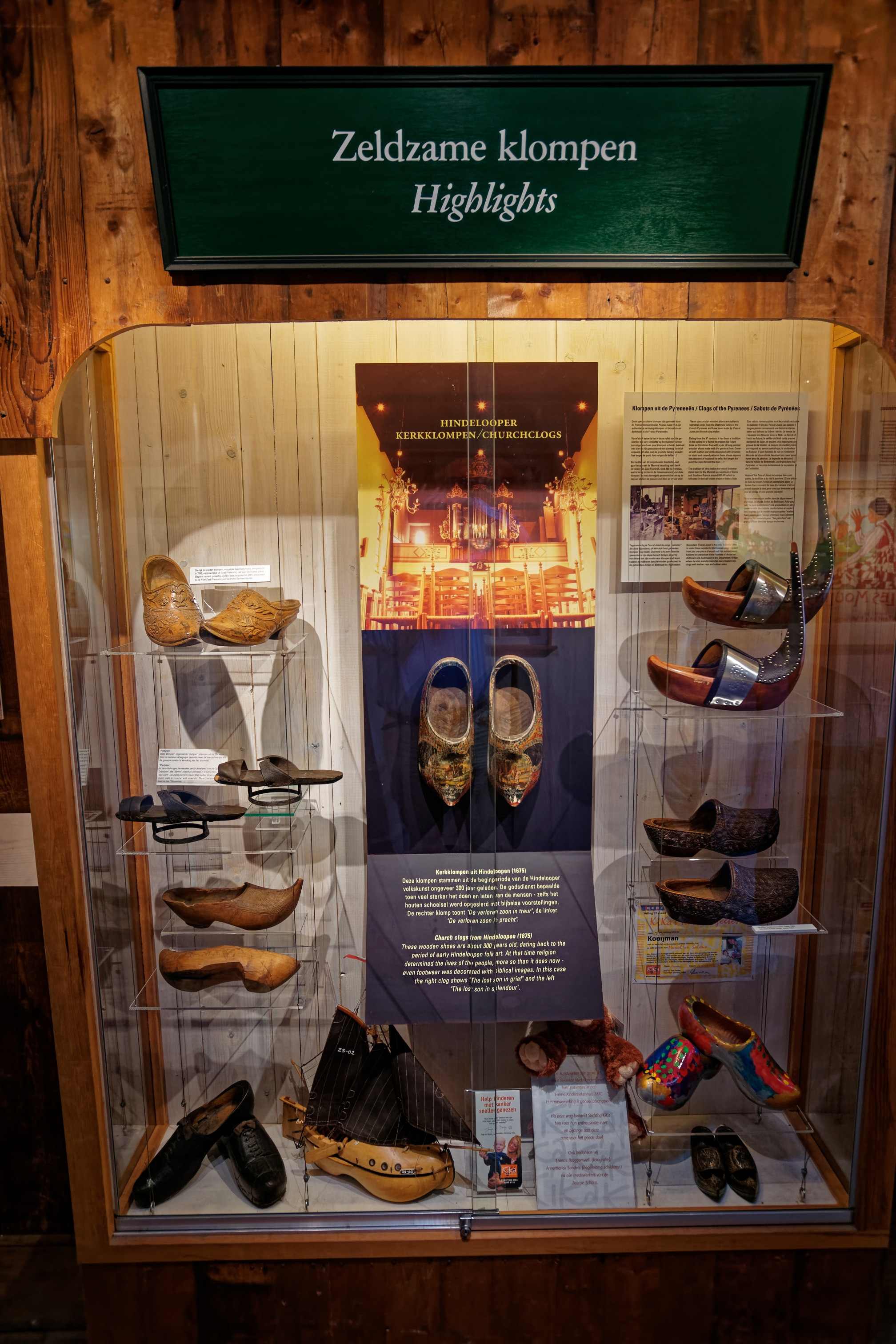
Drewniaki klompen w muzeum w Zaandijk
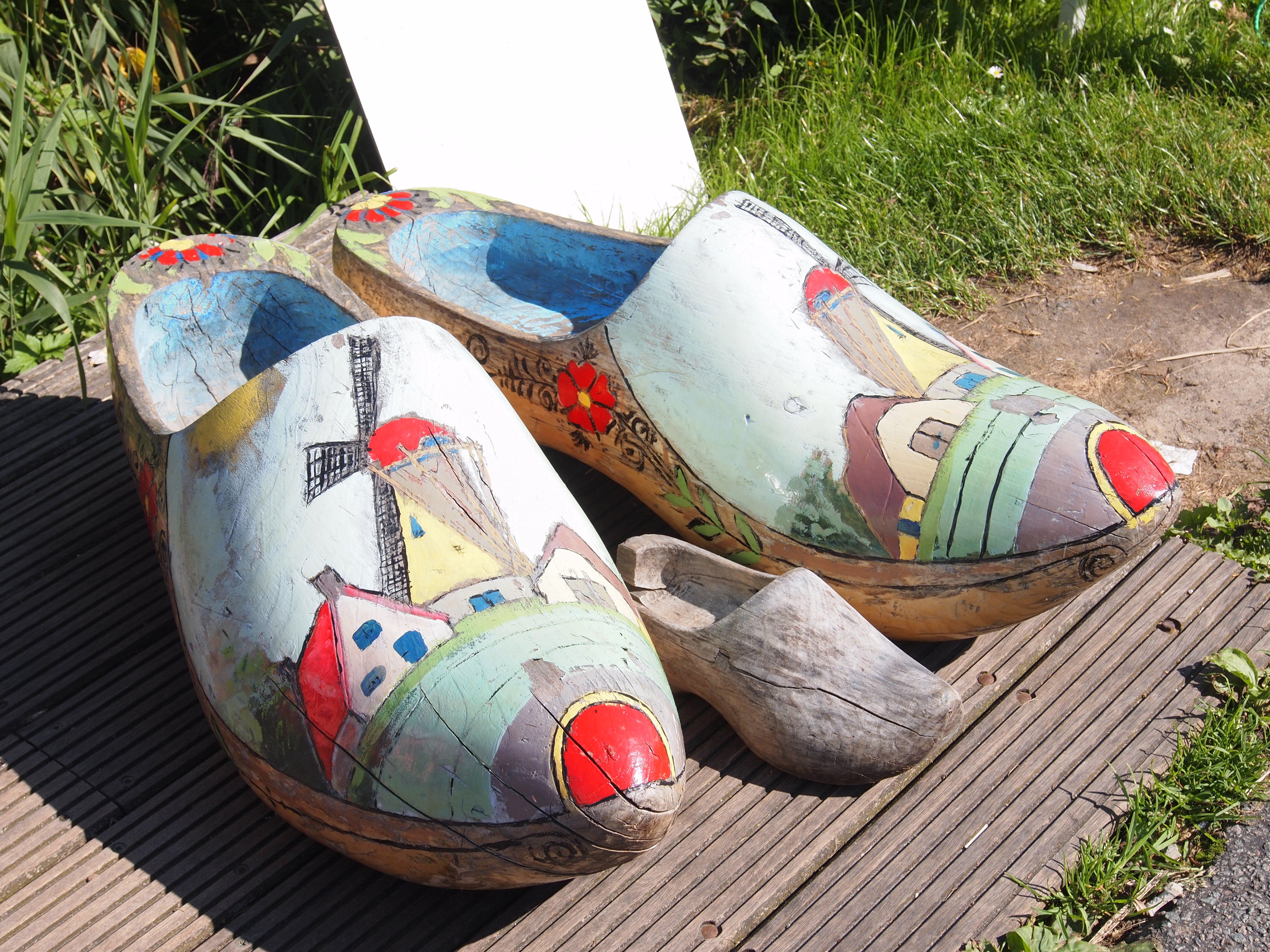
Klompen z holenderskim pejzażem
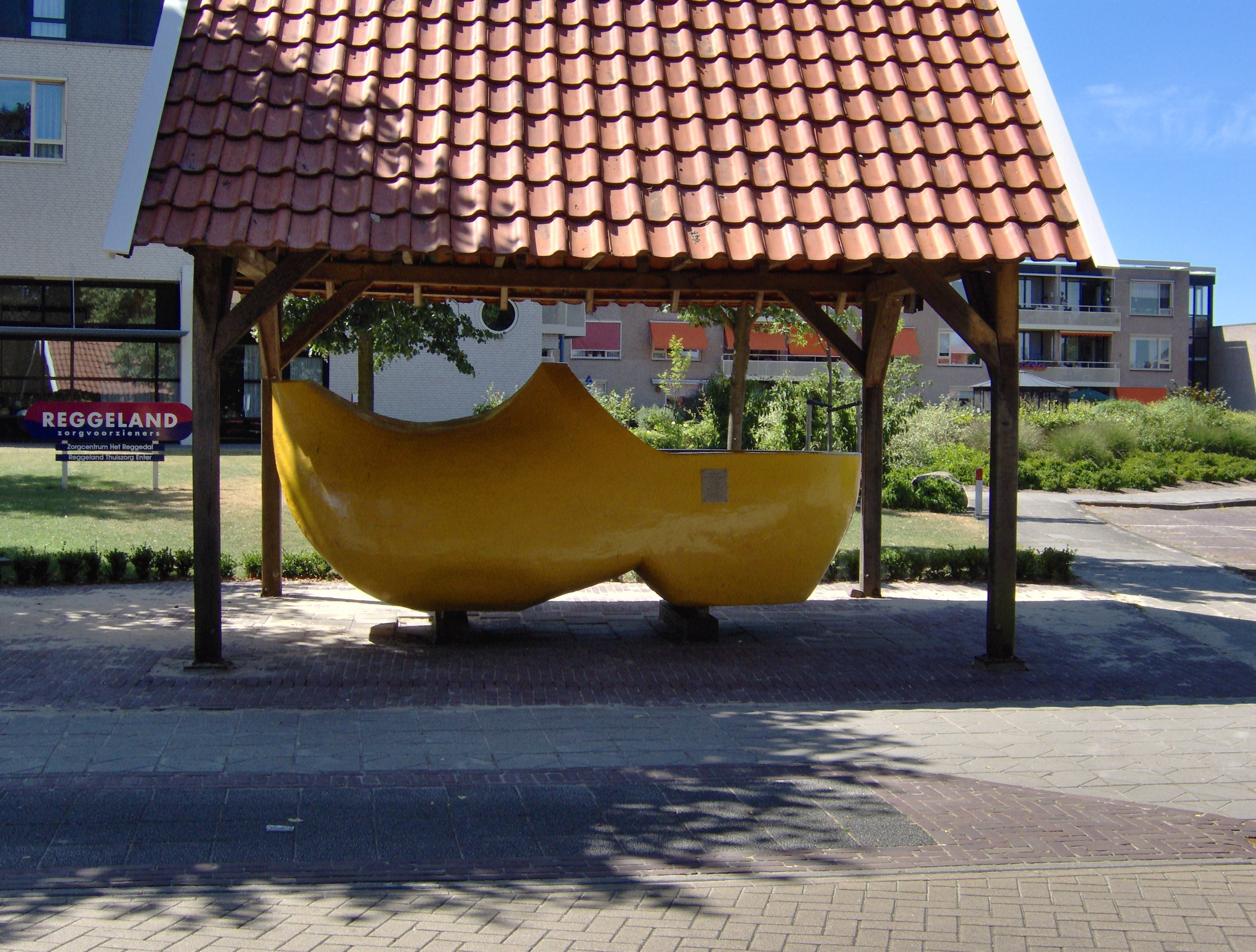
Największy drewniak na świecie w Enter
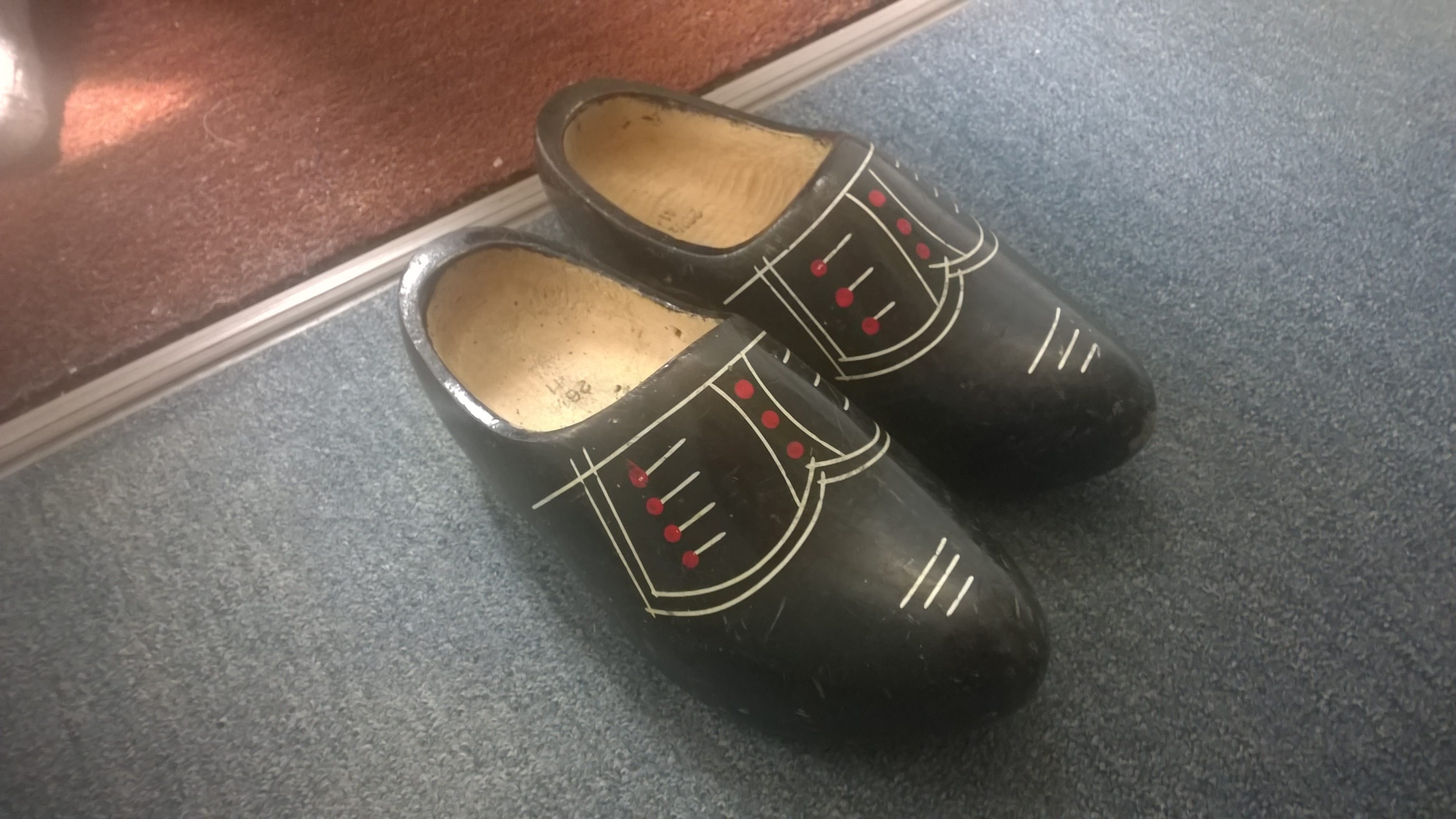
Czarne klompen z Drenthe